# Жукинский, Анатолий Александрович
Анатолий Александрович Жукинский (укр. Анатолій Олександрович Жукінський; 25 августа 1949, Тернополь, Украинская ССР — 26 февраля 2017, там же, Украина) — украинский государственный деятель, председатель Тернопольского областного совета (2002—2005 и 2006).

## Биография
В 1979 г. окончил Тернопольский финансово-экономический институт (впоследствии — Западноукраинский национальный университет).
Трудовую деятельность начал рабочим на тернопольском заводе «Электроарматура». Затем — на руководящих должностях в структурах хозяйственного комплекса Тернопольской области.
В 2000—2002 гг. — первый заместитель председателя Тернопольской областной государственной администрации.
В 2002—2005 и 2006 гг. — председатель Тернопольского областного совета.
Депутат Тернопольского областного совета 3-го и 4-го созывов.
Являлся сопредседателем Экономического совета Тернопольской области, членом межведомственного совета по подготовке законопроекта «Об административно-территориальном устройстве Украины», членом Союза лидеров местных региональных властей Украины и консультативно-совещательного совета по вопросам местного самоуправления при председателе Верховной Рады Украины.
Инициатор издания первого в истории края многотомного «Тернопольского Энциклопедического Словаря», журнала «Рада» и других культурно-просветительских инициатив. Являлся автором ряда публикаций по вопросам экономики, местного самоуправления и государственного устройства.
Почетный доктор Западноукраинского национального университета.
Скончался от инфаркта и закрытой черепно-мозговой травмы после нападения бандитов с целью ограбления.

## Награды и звания
Орден Святого Равноапостольного князя Владимира Великого 3-й степени.